# نيكولاس هوبز
نيكولاس هوبز (بالإنجليزية: Nicholas Hobbs) هو عالم نفس أمريكي، ولد في 13 مارس 1915 في غرينفيل في الولايات المتحدة، وتوفي في 23 يناير 1983 في ناشفيل في الولايات المتحدة.